# Maigret und der gelbe Hund (Hörspiel, 1959)
Maigret und der gelbe Hund (im Original: Le chien jaune) ist ein Hörspiel des Südwestfunks von 1959 nach der Übersetzung von Harold Effberg in der Bearbeitung und unter der Regie von Gert Westphal nach dem gleichnamigen Roman des belgischen Schriftstellers Georges Simenon. 1961 erfolgte eine Hörspielbearbeitung durch den Bayerischen Rundfunk, bei der ebenfalls Westphal die Bearbeitung, aber Heinz-Günter Stamm die Regie übernommen hatte. Diese ist durch eine Sonderausgabe des Audio Verlags auf Tonträger verfügbar.

## Handlung

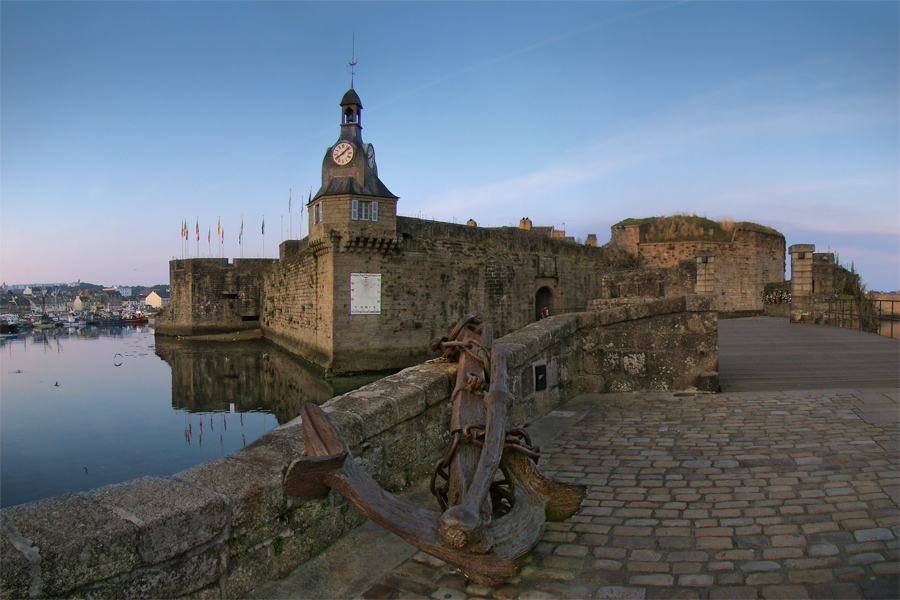
Ville Close de Concarneau, Finistère, Bretagne

In der Kleinstadt Concarneau in der Bretagne wird die Bevölkerung durch eine Reihe von Gewaltverbrechen und Einschüchterungsversuchen terrorisiert. Als der Weinhändler Mostaguen in der Nacht  von der Stammtischrunde der Honoratioren im Café l’Amiral nach Hause geht, wird er erschossen. Kurz nach dem Eintreffen Kommissar Maigrets, der zuvor zur mobilen Brigade der Gendarmerie nationale nach Rennes versetzt wurde, versucht jemand, die übrigen Stammtischangehörigen mit in Pernod gelöstem Strychnin zu vergiften. Diese gerade noch rechtzeitig gemachte Entdeckung hat man Dr. Michoux zu verdanken, einem nicht praktizierenden Arzt und Grundstückshändler. Durch das  Verschwinden des Journalisten Servières, dessen zurückgelassenen, blutbefleckten Wagen und den Giftmord an einem weiteren Angehörigen der Kartenrunde, Yves Le Pommeret, wird die Öffentlichkeit weiterhin beunruhigt und die Presse alarmiert.
Dabei stößt Maigret auf auffällige Spuren: Im Haus von Dr. Michoux finden sich eine größere Menge geleerter Konservendosen und Champagnerflaschen, vor allem aber tauchen stets in der Umgebung der Tatorte Spuren der Schuhgröße 46 auf. Verschiedene Augenzeugen wollen überall im Umkreis der Verbrechen einen unbekannten gelben Hund gesehen haben. Erstaunlicherweise gibt Maigret dem Druck des Bürgermeisters nach und lässt Michoux verhaften – aber mehr, um diesen selbst vor weiteren Anschlägen besser schützen zu können.
Die Weissagung einer Schauspielerin gegenüber Dr. Michoux fünf Jahre zuvor, er solle sich vor dem „gelben Hund“ in Acht nehmen, erhält dadurch eine neue Richtung. Nun entschließt Michoux sich zu einer Aussage, welche die ehrenwerten Herren der örtlichen Gesellschaft in neuem Licht erscheinen lässt. Den „Riesen“ mit seinem gelben Hund kann Maigret erst fassen, als er die Aussage einer Hausangestellten überdenkt und erkennt, dass der erste Giftanschlag nur ein Ablenkungsmanöver war.
Ein weiterer Schuss fällt und der Kellner wird leicht am Bein verletzt. Servières greift man in Paris auf. Daraufhin bringt man ihn nach Concarneau zurück, wo der Kommissar eine Versammlung mit allen Hauptcharakteren arrangiert: Dr. Michoux, Servières, Michoux’ Mutter, die nach Concarneau zurückgekehrt war, der riesenhafte Mann, Léon Le Glérec und Emma, die man an der Eisenbahnstation verhaften konnte, sowie der Bürgermeister.
Die Ursprünge der Geschichte lagen einige Jahre zurück, als Le Glérec seine ersten Raten für sein Boot zahlte und plante, Emma zu heiraten. Michoux, Servières und Le Pommeret überredeten den Bootseigner,  Kokain in die Vereinigten Staaten zu schmuggeln anstatt Gemüse nach England. Als sein Boot in den Staaten ankam, wurde er sofort verhaftet. Im Gefängnis fand Léon Le Glérec heraus, dass man ihn offenbar als Sündenbock ausgesandt hatte, um von anderen Schmugglern abzulenken. Als er entlassen wurde, machte sich der großgewachsene Le Glérec auf, die Verschwörer selbst ins Gefängnis zu bringen, selbst wenn sie ihn töten würden.
Als erstes wollte er den Doktor aufsuchen, der seinerseits Emma mit einer List dazu brachte, Le Glérec eine Botschaft zu schreiben, indem sie ihn um ein Treffen am Stadttor bat. Durch einen Fehler weilte jedoch Mostaguen dort, der daraufhin erschossen wurde. Michoux vergiftete Le Pommeret, als dieser einen Gesinnungswandel hatte und die Geschichte auffliegen lassen wollte. Seine Mutter hatte jedoch ihrerseits den letzten Schuss abgegeben, um den Verdacht von ihrem im Gefängnis steckenden Sohn abzulenken.
Léon Le Glérec und das Hausmädchen Emma können nun ein neues Leben starten, während der kriminelle Doktor die Aussicht auf 20 Jahre  Haft in der Strafkolonie auf der Teufelsinsel vor der Küste von Französisch-Guayana in Südamerika hat.

## Andere Ausgaben
- Maigret und der gelbe Hund. BR, Regie: Heinz-Günter Stamm, Bearbeiter: Gert Westphal, Übersetzung: Harold Effberg; mit Paul Dahlke in der Titelrolle. Weitere Mitwirkende: Erik Schumann, Rolf Boysen, Bum Krüger, Klausjürgen Wussow, Karl Lieffen, Berta Drews, Lina Carstens, Eva L’Arronge u. a. Der Audio Verlag, Auflage: Sonderausgabe 2005, ISBN 978-3-89813-390-6.[1]

## Vorlagen
- Georges Simenon: Le chien jaune. Fayard, Paris 1931
- Georges Simenon: Der gelbe Hund. Übersetzung: Harold Effberg, Schlesische Verlagsanstalt 1934.
- Georges Simenon: Maigret und der gelbe Hund. Übersetzung: Isolde Kolbenhoff, Kiepenheuer & Witsch, Köln/Berlin 1958
- Georges Simenon: Maigret und der gelbe Hund. Übersetzung: Raymond Regh, Diogenes Verlag, Zürich 1979, ISBN 978-3-257-20691-3

## Weitere Adaptionen
Der Diogenes Verlag publizierte darüber  2006 eine Hörbuchfassung mit Friedhelm Ptok als Sprecher ISBN 978-3-257-80040-1.

## Rezension
„Maigret wirkt nicht glücklich, als er in die Hafenstadt kommt, und nicht unglücklich, als er wieder abreist: Wer immer dort Rang und Namen hat, ist mit einer äußerst laschen Moral geschlagen, lernen wir. Dass wir dabei der Witterung des Kommissars kapitellang hinterherhinken, versteht sich, und auch, dass sich der Hund am Ende als fellgewordenes Ablenkungsmanöver entpuppt, wofür er fast dran glauben muss, weil sich die Bevölkerung nur zu gern vor dem großen gelben Tier gruselt. Maigrets ewige Sentimentalität aber, seine Einfühlung in die wahren Opfer und sein Wille, ihnen bis zur Rechtsbeugung hin Gerechtigkeit zu verschaffen, zeigt sich auch hier: Am Ende ist die wahre Heldin schwanger, der wahre Held segelt mit ihr davon“.
Im Zusammenhang mit den Maigret-Hörspieladaptionen der späten 1950er und frühen 1960er Jahre wurde die zugrunde liegende Ruhe der beschriebenen Fälle hervorgehoben: „Das Reizvolle an Simenons Werken ist die Ruhe, die sie ausstrahlen. Simenon hat nie Action-Krimis geschrieben. Der Erzählstil gleicht einem langsam fließenden Fluss. Hier haben die handelnden Personen genug Zeit, sich vor den Augen des Lesers nachvollziehbar zu entwickeln.“